# Alan Tyrrell
Allan Rupert Tyrrell (ur. 27 czerwca 1933 w Bolobo w Kongu Belgijskim, zm. 23 października 2014) – brytyjski prawnik i polityk, poseł do Parlamentu Europejskiego I kadencji.

## Życiorys
Syn duchownego anglikańskiego, kształcił się w Grammar School w Bridport. Został absolwentem studiów prawniczych w London School of Economics and Political Science, w 1956 uzyskał uprawnienia barristera. Jako prawnik występował zwłaszcza w sprawach karnych, często jako obrońca w medialnych przypadkach (m.in. robotników strajkujących podczas zimy niezadowolenia). W 1973 został recorderem przy sądzie Crown Court, zaś w 1976 uzyskał tytuł Queen's Counsel. Zasiadał także w radach różnych organizacji publicznych i prywatnych. Działał jako arbiter przy Międzynarodowa Izba Handlowej w Paryżu oraz szef londyńskiego oddziału National Association of Self-Employed Persons.
W 1979 wybrany do Parlamentu Europejskiego z ramienia Partii Konserwatywnej, przystąpił do frakcji Europejscy Demokraci. Działał na rzecz ustanowienia jednej siedziby Europarlamentu w Brukseli. W 1984 bez powodzenia ubiegał się o reelekcję, następnie powrócił do praktyki zawodowej, zajmując się zwłaszcza prawem unijnym. W 1990 uzyskał nominację na sędziego High Court of Justice, najwyższego organu sądowniczego dla Anglii i Walii.
Od 1960 był żonaty w Elaine Ware, mieli dwoje dzieci.